# Thalassoplax angusta
Thalassoplax angusta is een krabbensoort uit de familie van de Panopeidae. De wetenschappelijke naam van de soort is voor het eerst geldig gepubliceerd in 1969 door Guinot.